# Chalcorana parvaccola
Chalcorana parvaccola es una especie de anfibio anuro de la familia Ranidae.

## Distribución geográfica
Esta especie es endémica de Sumatra Occidental en Indonesia.

## Descripción
Los machos miden de 29.0 a 38.1 mm y las hembras de 37.8 a 43.0 mm.

## Etimología
El nombre específico parvaccola proviene del latín parvus, pobre, y de accola, el vecino, en referencia al pequeño tamaño de esta especie en comparación con Hylarana rufipes.

## Publicación original
- Inger, Stuart & Iskandar, 2009 : Systematics of a widespread Southeast Asian frog, Rana chalconota (Amphibia: Anura: Ranidae). Zoological Journal of the Linnean Society, vol. 155, p. 123-147[3]